# Malcus inconspicuus
Malcus inconspicuus är en insektsart som beskrevs av Stys 1967. Malcus inconspicuus ingår i släktet Malcus och familjen Malcidae. Inga underarter finns listade i Catalogue of Life.